# Eulinognathus wernecki
Eulinognathus wernecki är en insektsart som beskrevs av Castro och Armando C. Cicchino 1986. Eulinognathus wernecki ingår i släktet Eulinognathus och familjen ledlöss. Inga underarter finns listade i Catalogue of Life.